# James P. Bagian
James Philip Bagian, född 22 februari 1952 i Philadelphia, Pennsylvania, är en amerikansk astronaut uttagen i astronautgrupp 9 den 19 maj 1980

## Rymdfärder
- STS-29
- STS-40